# 尼氏画眉草
尼氏画眉草（学名：Eragrostis nevinii），又名华南画眉草，是禾本科画眉草属的植物。分布在台湾、越南以及中国大陆的华南各省、上海等地，一般生长在荒地以及山坡，目前尚未由人工引种栽培。